# كيوي جنوبي
كيوي جنوبي أو الكيوي الجنوبي البني (الاسم العلمي:Apteryx australis) هو نوع من الطيور يتبع جنس الكيوي من فصيلة الكيوية.		
سمي هذا النوع بالجنوبي (باللاتينية: australis) نسبة إلى النصف الجنوبي للكرة الأرضية.
وهو نوع شائع نسبيا من الكيوي، حجمه كحجم الكيوي المنقط الكبير وشكله قريب من شكل الكيوي البني ولكن ريشه أفتح لوناً.